# Lancisia turbinata
Lancisia turbinata là một loài thực vật có hoa trong họ Cúc. Loài này được Gaertn. mô tả khoa học đầu tiên năm 1791.